# Ana Brnabić
Ana Brnabić, srbska političarka, * 28. september 1975, Beograd, Srbija.
Ana Brnabić je trenutno predsednica skupščine Srbije. Med 29. junijem 2017 in 20. marcem 2024 je bila predsednica vlade Republike Srbije, ob tem tudi kot prva ženska in prva deklarirana lezbijka na tem položaju. Pod predsednikom vlade Aleksandrom Vučićem je bila od 11. avgusta 2016 do 29. junija 2017 ministrica javne uprave in lokalne samouprave. Vučić je po prevzemu položaja predsednika republike 31. maja 2017 predlagal Brnabićevo za svojo naslednico. Parlament Republike Srbije je njeno vlado z večino 157 od 250 glasov potrdil 29. junija 2017.
Leta 2018 so jo uvrstili na 91. mesto na Forbesovi lestvici najvplivnejših žensk na svetu ter na 21. mesto med najvplivnejšimi političarkami in vodjami držav.

## Mladost in zasebno življenje
Brnabićeva se je rodila v Beogradu. Njen stari oče po očetovi strani, Anton Brnabić, hrvaški vojaški častnik, ki se je v 2. svetovni vojni boril na strani partizanov, se je rodil v mestu Stara Baška na hrvaškem otoku Krku. Stara mati po očetovi strani, Mica, se je rodila v Gorobilju v bližini Požege v Srbiji. Stari starši po materini strani so iz Babušnice iz južnovzhodne Srbije. Oče Zoran se je rodil leta 1950 v Užicu, študij pa dokončal v Beogradu, kjer je njena družina živela.

## Izobrazba in poslovna kariera
V Beogradu je leta 1994 končala gimnazijo. Leta 1998 je na Univerzi Northwood (angl. Northwood University) v Michiganu končala študij poslovnega upravljanja, nato pa je pridobila še diplomo MBA iz trženja na Univerzi Hull (angl. University of Hull) v Združenem kraljestvu.
Leta 2001 se je vrnila v Srbijo in delala za različna ameriška svetovalna podjetja na projektih lokalne samouprave. Med letoma 2002 in 2011 je delala za USAID. Leta 2011 se je zaposlila v ameriškem podjetju za razvoj vetrnih elektrarn, Continental Wind Serbia, januarja 2013 je tam prevzela položaj direktorice. Leta 2013 je postala tudi podpredsednica upravnega odbora NALED-a, javno-zasebne povezave lokalnih samouprav, zasebnih podjetij in nevladnih organizacij; od aprila 2016 je predsednica upravnega odbora.

## Politika
Avgusta 2016 je postala ministrica za javno upravo in lokalno samoupravo v vladi Aleksandra Vučića. Poleg tega je postala predsednica Sveta za inovativno podjetništvo in informacijske tehnologije ter Republiškega sveta narodnostne manjšine, pa tudi podpredsednica Republiškega sveta za reformo javne uprave. 
Vučić je po prevzemu položaja predsednika republike 31. maja 2017 predlagal Brnabićevo za svojo naslednico na položaju predsednice vlade. Parlament Republike Srbije je njeno vlado z večino 157 od 250 glasov potrdil 29. junija 2017. Brnabićeva se je označila za proevropsko in tehnokratsko premierko. Pojasnila je, da so prioritete njene vlade modernizacija, reforma izobraževanja in digitalizacija. Po drugi strani je bila deležna kritik, da je voditeljica konservativne in nacionalistične vlade, v kateri so tudi odkrito protizahodni in proruski ministri.
Brnabićeva je 26. julija 2018 gostila slovesnost v ameriškem kongresu v Washingtonu, ki je potekala ob 100. obletnici dviga srbske zastave pred Belo hišo. Oktobra 2019 je potrdila, da se je pridružila vladajoči Srbski napredni stranki. Brnabićeva je 25. oktobra 2019 podpisala sporazum o prosti trgovini med Srbijo in državami članicami Evroazijske ekonomske unije (EAEU), s čimer je razširila seznam srbskih izdelkov, ki se lahko izvažajo na ozemlje EAEU.
20. marca 2024 je bila Ana Brnabić izvoljena za predsednico Narodne skupščine Srbije. Vlogo vršilca dolžnosti predsednika vlade je prevzel prvi podpredsednik vlade Ivica Dačić.

## Stališča

### Srebrenica
Brnabićeva je 14. novembra 2018 v intervjuju za nemško javno radiotelevizijo Deutsche Welle zanikala, da bi bili poboji Bošnjakov v Srebrenici julija 1995, ki so jih izvedle sile bosanskih Srbov, genocid. Dva tedna pozneje je Evropski parlament sprejel resolucijo, v kateri je dejal, da obžaluje nadaljnje zanikanje genocida v Srebrenici s strani delov srbskih oblasti in spomnil, da polno sodelovanje z ICTY in njegovim naslednikom vključuje sprejemanje njegovih sodb. Haaško sodišče je Brnabićevo kritiziralo zaradi zanikanja genocida v Srebrenici. 

### Pravice LGBT
Brnabićeva je po imenovanju za premierko dejala, da ne želi, da bi jo označili za srbsko istospolno usmerjeno premierko, in da "Na tej stopnji ne namerava spodbujati zakonskih reform LGBT," ker želi dati prednost reformam drugih politik. Brnabićeva se je septembra 2017 kot prva srbska premierka udeležila parade ponosa v Beogradu. Ob dogodku je dejala: "Vlada je tu za vse državljane in bo poskrbela za spoštovanje pravic vseh državljanov."
Brnabićeva pravi, da zagovarja dedovanje istospolnih parov. Februarja 2019 je Milica Đurđić, partnerka Brnabićeve, rodila sina Igorja, vendar so istospolne poroke ustavno prepovedane, starševstvo LGBT pa v Srbiji ni urejeno. Nekateri novinarji in aktivisti LGBT trdijo, da se Brnabićeva ni zavzela za enakost LGBT v Srbiji.

## Zasebno
Brnabićeva je deklarirana lezbijka in je peta pripadnica skupine LGBT na svetu v premierski funkciji (pred njo Jóhanna Sigurðardóttir, islandska predsednica vlade 2009–2013, Elio Di Rupo, belgijski predsednik vlade 2011–2014, Xavier Bettel, luksemburški predsednik vlade od leta 2013, Leo Varadkar, predsednik vlade Republike Irske (taoiseach) od leta 2017). Leta 2017 se je kot prva predsednica vlade katere od balkanskih držav udeležila parade ponosa.
Leta 2019 je njena partnerica Milica Đurđić rodila sina Igorja. Brnabićeva je tako prva deklarirana pripadnica skupine LGBT, katere partnerica je rodila v času službovanja na premierski funkciji.